# Eustaqui de Beaumarchais

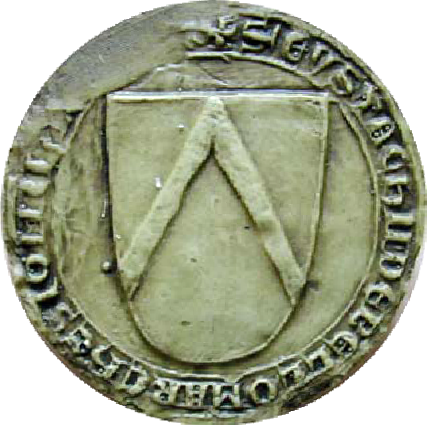
Segell Eustaqui de Beaumarchais.

Eustaqui de Beaumarchais (1240 - 1295) fou senescal del Regne de França.
Administrà el Comtat de Tolosa a la mort d'Alfons de Poitiers, de 1272 a 1294. A la mort de Blanca d'Artois va demanar la protecció al rei de França, qui va enviar-lo per governar el Regne de Navarra, que quedaria sota el control francès. Va participar activament en la Croada contra la Corona d'Aragó, dirigint el Setge de Navardún i la Invasió de la Vall d'Aran i participant en l'apaivagament de la Revolta de Perpinyà, per reclamar els drets de Carles I d'Anjou, a qui el papa Martí IV va atorgar la Corona d'Aragó en contra de Pere el Gran a causa de les vespres Sicilianes. Finalment va ocupar Girona, amb una guarnició de 200 genets i 5000 infants, abans de rendir la ciutat de nou al rei Pere i retirar-se a França després de la derrota francesa a la batalla del coll de Panissars.
Continuant la tasca dels seus antecessors va crear 22 noves bastides (viles) a Occitània, entre la Garona i l'Adur.